# Iglesia de la Almudena

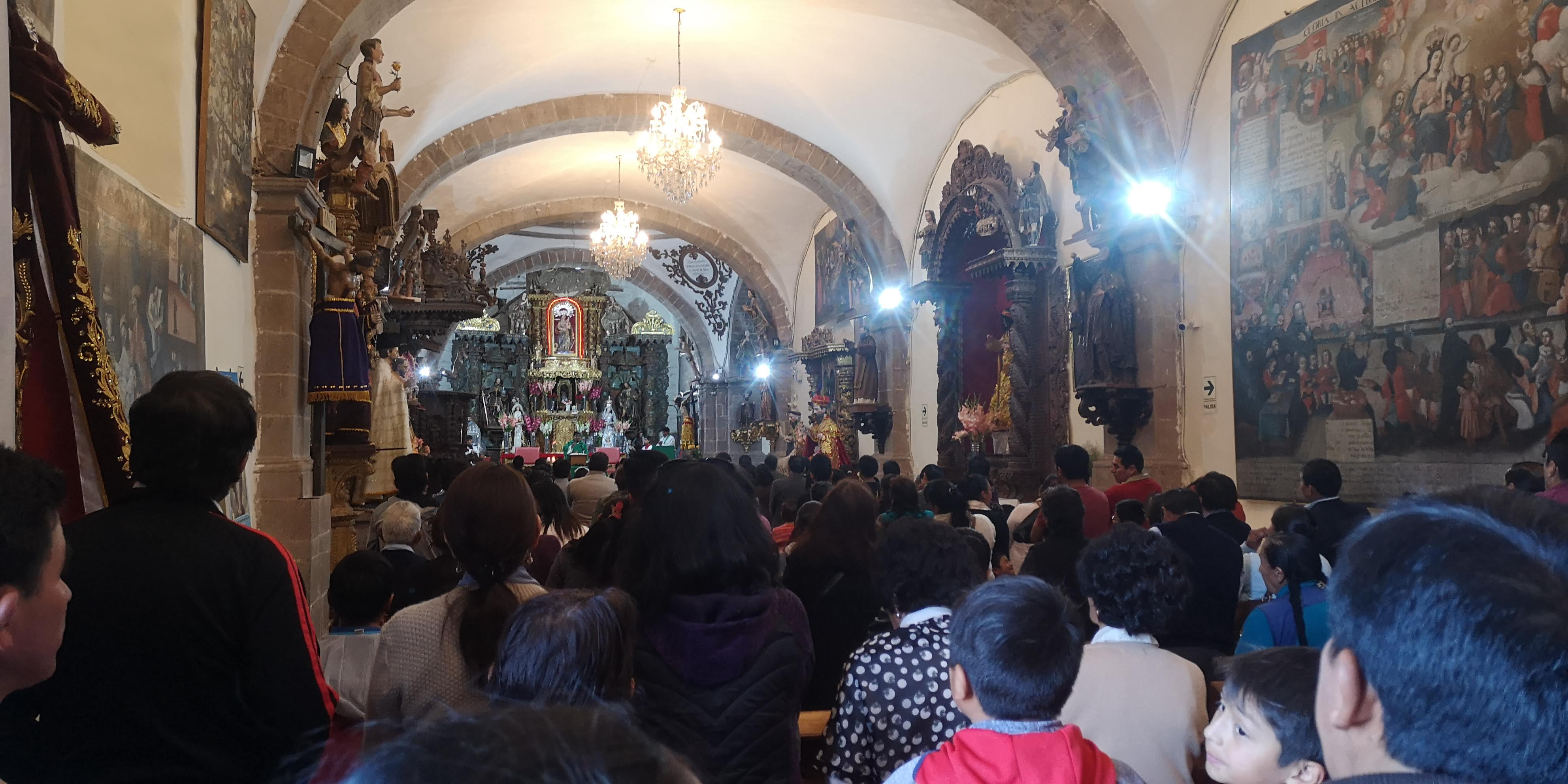
Misa en el templo de la Almudena

El Templo de la Almudena también llamado de Nuestra Señora de la Almudena es una iglesia católica ubicada en la Plazoleta de la Almudena en el distrito de Santiago a kilómetro y medio del centro histórico de la ciudad del Cusco, Perú.
Desde 1972 el inmueble forma parte de la Zona Monumental del Cusco declarada como Monumento Histórico del Perú. Asimismo, en 1983 al ser parte del casco histórico de la ciudad del Cusco, forma parte de la zona central declarada por la UNESCO como Patrimonio Cultural de la Humanidad.

## Historia
La iglesia fue terminada de construir en 1698 con el patrocinio de la familia del entonces obispo del Cusco, Manuel de Mollinedo y Angulo quien también solicitó al artista cusqueño Juan Tomás Tuyro Túpac que elaborara una imagen que sea réplica de la Virgen de la Almudena de Madrid. Culminada la iglesia ese mismo año, la donó a la Orden de los Hermanos Betlemitas quienes crearon en el claustro de la iglesia el hospital de Belén que fue uno de los cuatro hospitales coloniales de la ciudad del Cusco.
Tanto el templo como el hospital dieron nombre a la plazoleta dónde se ubicaban y que era conocida hasta ese momento como "La Chimba" sirviendo como lugar de parada de los arrieros. Desde entonces la zona fue conocida como Plazoleta de la Almudena y era reconocida por estar rodeada de un hospital, el cementerio del hospital (que luego daría lugar al actual Cementerio General de La Almudena, el manicomio (que hoy seigue ocupado por el Hospital de Salud Mental San Juan Pablo I) y brevemente una cárcel. La construcción del actual cementerio en 1845 transformó el uso de la plaza así como el del templo siendo el principal punto de la ciudad donde se desarrollaban los ritos funerarios.
Luego del Terremoto de 1950, la parte alta del campanario se derrumbó y puso en peligro toda la construcción por encima de la primera serie de arcos. Todos los arcos torales se abrieron por las claves, la escalera principal perdió su cubierta y quedó inutilizable. La cúpula sufrió serios desperfectos y se hundió la bóveda de ladrillo de la capilla mayor. La reparación requirió un año de trabajo y hacia 1951 sólo quedaba por reparar la parte alta del campanario.

## Arquitectura
La iglesia tiene muros de mampostería y argamasa. Consta de una sola nave sostenida por cinco arcos de piedra que soportan bóvedas de ladrillo. La cúpula de ladrillos descansa sobre un tambor con ventanas. Los arcos del claustro son de ladrillo construidos con diez intercolumnios a cada lado. La proporción es de dos arcos en el piso alto por uno en el claustro bajo.

#### Libros y publicaciones
- Kubler, George (1953). «Cuzco Reconstrucción de la ciudad y restauración de sus monumentos Informe de la misión enviada por la Unesco en 1951». UNESCO. Consultado el 26 de agosto de 2019.

- Datos: Q69593759
- Multimedia: Templo de la Almudena / Q69593759